# Sprechgesang
Sprechgesang (tysk for talesang) eller sprechstimme (talestemme) er en sangteknik baseret på en mellemting mellem tale og sang. Siden slutningen af 1800-tallet er dette benyttet af en række klassiske komponister.
I forordet til Pierrot Lunaire fra 1912 forklarer Arnold Schönberg hvordan sprechgesang skal opnås. De angivne rytmer skal følges, men i modsætning til vanlig sang hvor nodernes tonehøjde skal følges slavisk, skal man i sprechgesang synge den tone som står angivet, for så umiddelbart at glide op eller ned fra denne tone til den næste. Resultatet bliver et andet end vanlig sang og tale.
Det første tilfælde af denne teknik finder man i Engelbert Humperdincks opera Königskinder fra 1897, men den bliver som regel associeret med komponisterne af Den Anden Wienerskole. Arnold Schönberg udviklede teknikken til den måde den refereres til i dag, og den bruges i flere stykker: næsten hele Pierrot Lunaire fra 1912 benytter teknikken, og den er også flittig benyttet i hans opera Moses und Aron fra 1932. Alban Berg benytter en variation af teknikken, hvor han beder om at dele af hans operaer Wozzeck og Lulu skal være en mellemting mellem sprechgesang og vanlig sang.
I notation er sprechgesang vanligvis angivet ved små kryds gennem nodehalsene, eller ved at nodehovedet i sig selv er et kryds.